# Ingibjörg Haraldsdóttir

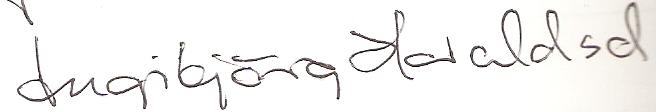
Autogramm von Ingibjörg Haraldsdóttir

Ingibjörg Haraldsdóttir (* 21. Oktober 1942 in Reykjavík, Island; † vor 8. November 2016) war eine isländische Schriftstellerin.

## Ausbildung und Werdegang
Ingibjörg Haraldsdóttir wurde 1942 in Reykjavík geboren und wuchs auch dort auf. Nach dem Abitur ging sie nach Moskau und studierte an der dortigen Filmhochschule. Das Studium schloss sie 1969 mit dem Magister artium ab. Danach arbeitete sie von 1970 bis 1975 als Regisseurin am Teatro Estudio in Havanna, Kuba. Während ihrer Jahre im Ausland wirkte sie gleichzeitig für isländische Medien, z. B. Þjóðviljann, als Journalistin und Übersetzerin.
1975 kehrte sie nach Island zurück und arbeitete dort weiter bei derselben Zeitschrift als Journalistin und Filmkritikerin. Ab 1981 arbeitete sie fast nur noch als unabhängige Schriftstellerin und Übersetzerin.
Zwischen 1992 und 1998 engagierte sie sich in der Leitung des Isländischen Schriftstellerverbandes, davon ab 1994 als dessen Leiterin. Außerdem beteiligte sie sich an verschiedenen kulturellen Zeitschriften, z. B. der Literaturzeitung Tímarit Máls og menningar.
Sie wohnte und arbeitete in Reykjavík.

## Werk
Ingibjörg begann früh zu schreiben. 1974 erschien ihr erster Gedichtband  Þangað vil ég fljúga. Insgesamt hat sie sechs Gedichtbände herausgegeben, davon eine Anthologie.
Ihre Gedichte wurden in zahlreiche Sprachen, u. a. ins Deutsche, übersetzt.
Hier ein Auszug aus ihrem Gedicht Anfang:
und sang mir Lebenslieder
während Wellen zerbrachen am Fels

## Preise und Nominierungen
Als Anerkennung ihrer Leistung erhielt sie zahlreiche Preise, u. den Ljóðaverðlaun Guðmundar Böðvarssonar (einen Lyrikpreis) und den Isländischen Literaturpreis. Zudem hatte sie zwei Nominierungen für den Literaturpreis des Nordischen Rates vorzuweisen (1993 sowie 2004).
Auch ihre Übersetzungen, vor allem von Dostojewski, wurden als preiswürdig empfunden. So erhielt sie den 'Kulturpreis der Zeitung DV (Menningarverðlaun DV) für ihre Übersetzung des Romans Der Idiot von Dostojewski und den Isländischen Übersetzerpreis 2004 für die Übersetzung von Dostojewskis Roman Der Spieler.